# Pecten oculi
|  | No s'ha de confondre amb Pecten o Pectina. |

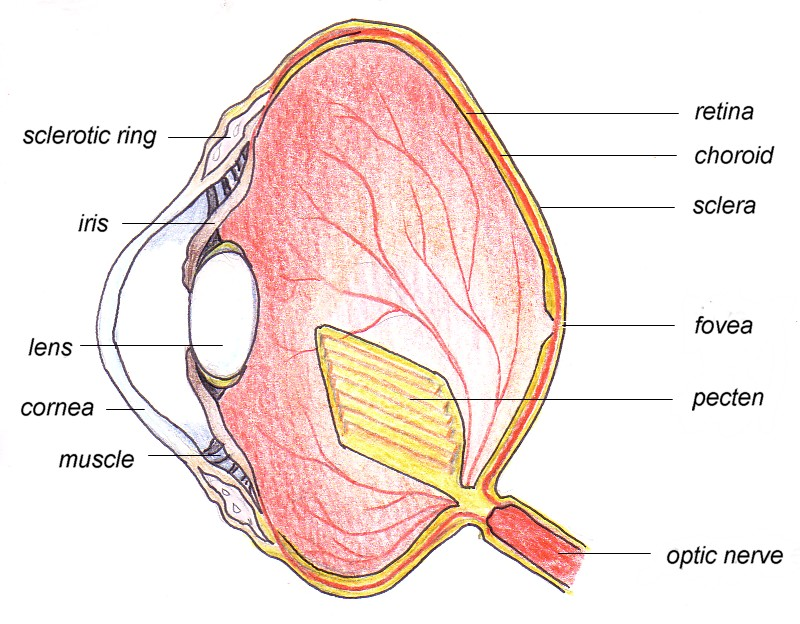
Imatge de l'estructura de l'ull d'un ocell

El pectè o pecten oculi és una estructura en forma de pinta de vasos sanguinis que pertanyen a la coroide de l'ull d'un ocell. Va ser descrita per primer cop el 1676 per Claude Perrault en la seva obra "Mémoires pour servir a l'histoire naturelle des Animaux". Altres autors fan referència a Niels Stensen com el primer en descriure a “In Ovo et Pullo Obseruationes” a Acta Medica Hafniensia (1673).
És una estructura no sensorial, pigmentada, que es projecta al cos vitri des del punt en què el nervi òptic entra al globus ocular. Està format per cèl·lules endotelials, cèl·lules periondotelials glials, i macròfags.
Es creu que el pectè alimenta la retina i controla el pH del cos vitri. S'ha relacionat un alt nivell en l'activitat de l'enzim fosfatasa alcalina en el pecten oculi vinculat amb el transport de molècules nutrients des del pectè al cos vitri, que després acaben en les cèl·lules de la retina per la seva alimentació. Es troba present en tots els ocells i en alguns rèptils.

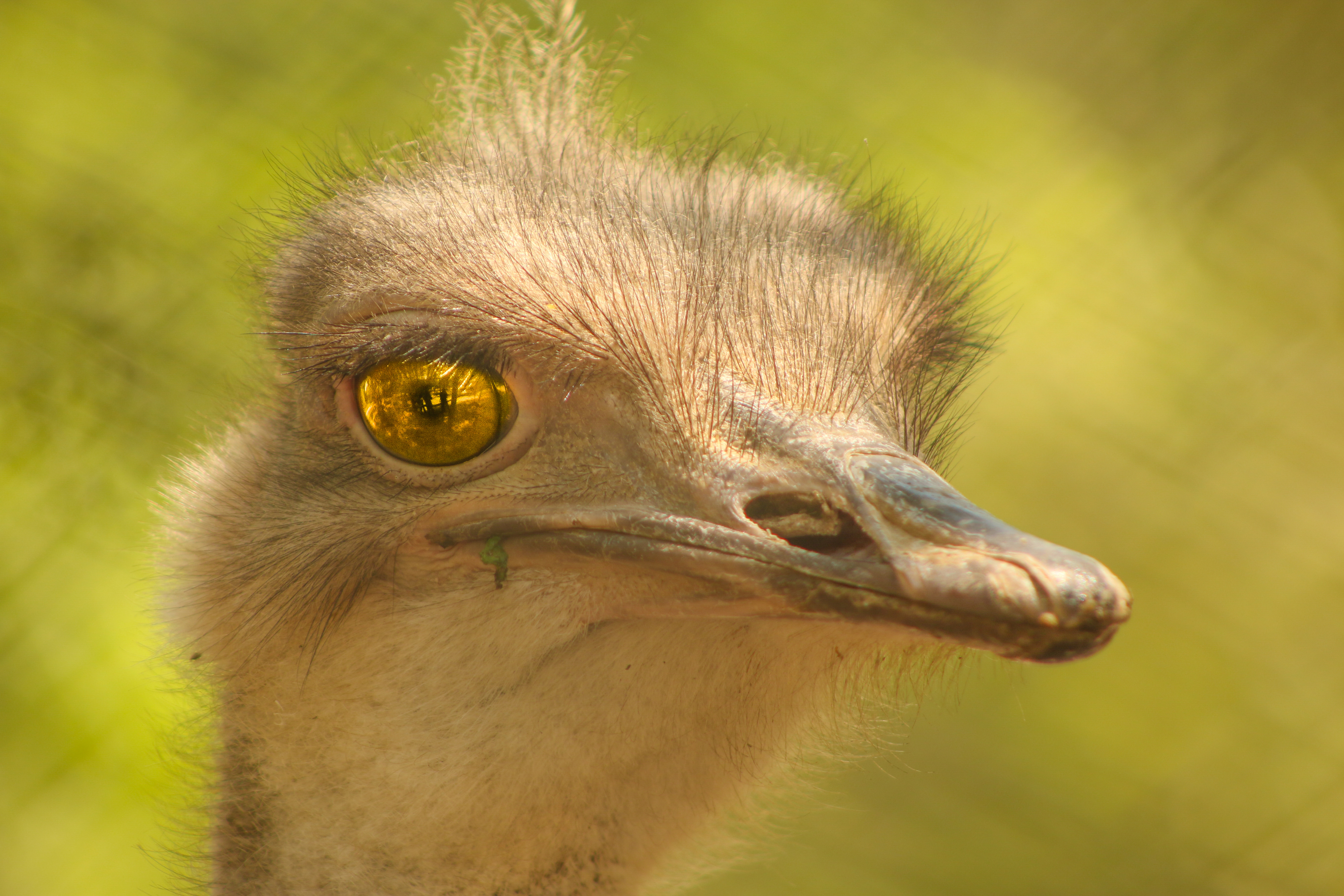
Ull d'estruç

En l'ull dels vertebrats, els vasos sanguinis es posicionen davant de la retina, enfosquint parcialment la imatge. El pectè ajuda a resoldre aquest problema reduint molt el nombre de vasos sanguinis a la retina, i conduint a una visió extremadament nítida en les aus, com els falcons. Es creu que la pigmentació del pectè protegeix els vasos sanguinis contra els danys de la llum ultraviolada. L'absorció de llum difusa per grànuls de melanina del pecten oculi també pot donar lloc a petits increments de la temperatura del pectè i de l'ull. Aquest fet, pot oferir un augment de la taxa metabòlica que optimitzi la fisiologia dels ulls a temperatures baixes en vols d'alçada. L'estructura del pecten oculi varia entre les espècies d'aus: és cònica en el kiwi, desapareguda a l'estruç i plegada en la majoria dels altres ocells.